# 菲利普斯 (緬因州)
菲利普斯（英語：Phillips）是一個位於美國緬因州富蘭克林縣的市鎮。

## 人口
根據2020年美國人口普查的數據，菲利普斯的面積為132.06平方千米，當中陸地面積為131.57平方千米，而水域面積為0.47平方千米。當地共有人口898人，而人口密度為每平方千米7人。